# Sambirano
Il Sambirano è un fiume che scorre nel Madagascar nord-occidentale (provincia di Antsiranana).
Nasce dal massiccio dello Tsaratanana e, dopo avere attraversato la città di Ambanja, 
sfocia nella baia d'Ampasindava (Canale del Mozambico).
Dà il suo nome anche alla ampia pianura che attraversa nel suo cammino verso il mare. Si tratta di un bacino estremamente fertile, che gode di un clima caldo e umido, simile a quello della costa orientale dell'isola, laddove generalmente il clima della costa occidentale tende ad essere più secco.